# وسام مالک
وسام مالک (انگلیسی: Wesam Malik؛ زادهٔ ۱ ژانویهٔ ۱۹۸۹) بازیکن فوتبال اهل عراق است.
از باشگاه‌هایی که در آن بازی کرده‌است می‌توان به باشگاه فوتبال نفط البصره اشاره کرد.
وی همچنین در تیم ملی فوتبال عراق بازی کرده‌است.